# T-72
O T-72 é uma família de tanques de origem soviética e russa que começou a entrar em produção em 1969. O T-72 foi desenvolvido a partir do projeto do T-64, que foi atrapalhado por altos custos e sua dependência de tecnologia de desenvolvimento imatura. Cerca de 25 000 veículos T-72 foram construidos em um espaço de mais de quarenta anos e foi, ao longo das décadas, recebendo aprimoramentos que permitiram que muitos permanecessem em serviço por muito tempo.
Foi amplamente exportado e viu serviço em quarenta países e em vários conflitos. O T-90, introduzido em 1992, é um desenvolvimento do T-72B; produção e desenvolvimento de vários modelos T-72 modernizados continua até os dias atuais.

## Desenvolvimento

### Evolução do T-64

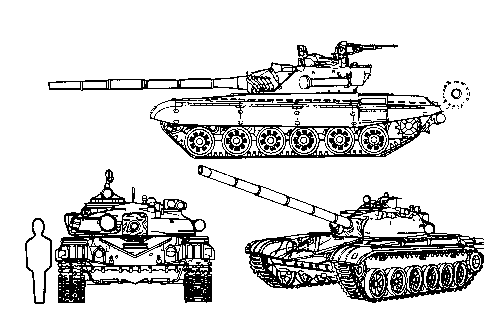
Planta do T-72.

O T-72 foi produto de uma rivalidade entre equipes de design: a fábrica Morozov KB, liderada por Alexander Morozov em Kharkiv, e a Uralvagon KB, liderada por Leonid Kartsev em Nizhny Tagil.
Para melhorar o modelo do T-62, dois projetos baseados no tanque foram testados em 1964: o Obiekt 167 (T-62B) de Nizhny Tagil e o Obiekt 434 de Kharkiv.
O Obiekt 434 era um protótipo tecnicamente ambicioso. Sob a direção de Morozov em Kharkiv, um novo design surgiu com o casco reduzido ao tamanho mínimo possível. Para tal, a tripulação foi reduzida a três militares, retirando-se o carregador introduzindo um sistema de recarregamento de munição automatizado. O Obiekt 167 foi construído com base no Obiekt 140 reconstruído por Kartsev e Valeri Venediktov. O Obiekt 167 era mais avançado que o Obiekt 165 de Kartsev e o Obiekt 166. Em outubro de 1961, quando perguntado se o Obiekt 166 estava pronto para produção, Kartsev disse que não e, em vez disso, se ofereceu para preparar o Obiekt 167. Essa sugestão foi rejeitada e os modelos Obiekt 166 e 165 foram preparados como o T-62 e T-62A respectivamente. Ao contrário do tanque de Kharkiv, ele evitou o estado da arte. Os protótipos usavam a torre do T-62 e um carregador de munição manual. Em 1964, o tanque passou por testes comparativos com o Obiekt 434, em que o primeiro provou sua superioridade comparado com o T-62 e T-55. O Obiekt 167 era favorecido pelo diretor da Uralvagonzavod, I.V. Okunev, e pelo prêmier soviético Nikita Khrushchev, que acreditavam que o tanque era mais acessível financeiramente. O vice-presidente do Conselho de Ministros da União Soviética, Dmitry Ustinov, acreditava que o desenvolvimento paralelo do Obiekt 167 ameaçava o futuro do tanque de Kharkiv. Em dezembro de 1962, o Conselho de Ministros soviético ordenou que o Obiekt 432 (mais tarde serializado como o T-64) entrasse em produção, condenando o tanque de Kartsev. Kartsev continuou a trabalhar no Obiekt 167. O Obiekt 167M adotou algumas atualizações, como a incorporação de um carregador automático de munição. Este modelo também foi rejeitado em maio de 1964.
Os problemas com a produção inicial ficaram evidentes desde o início, mas um forte lobby se formou em torno do Morozov, que defendia o Obiekt 434 em Moscou, impedindo que desenvolvimentos e ideias rivais fossem discutidos. Obiekt 434 foi aceito no serviço do Exército Soviético em maio de 1968 como o T-64A. O design menor do T-64 apresentou um problema ao selecionar um motor adequado. O motor 5TDF de 700 hp escolhido não era confiável, difícil de reparar e tinha uma vida útil garantida semelhante aos designs da Segunda Guerra Mundial.

### Obiekt172

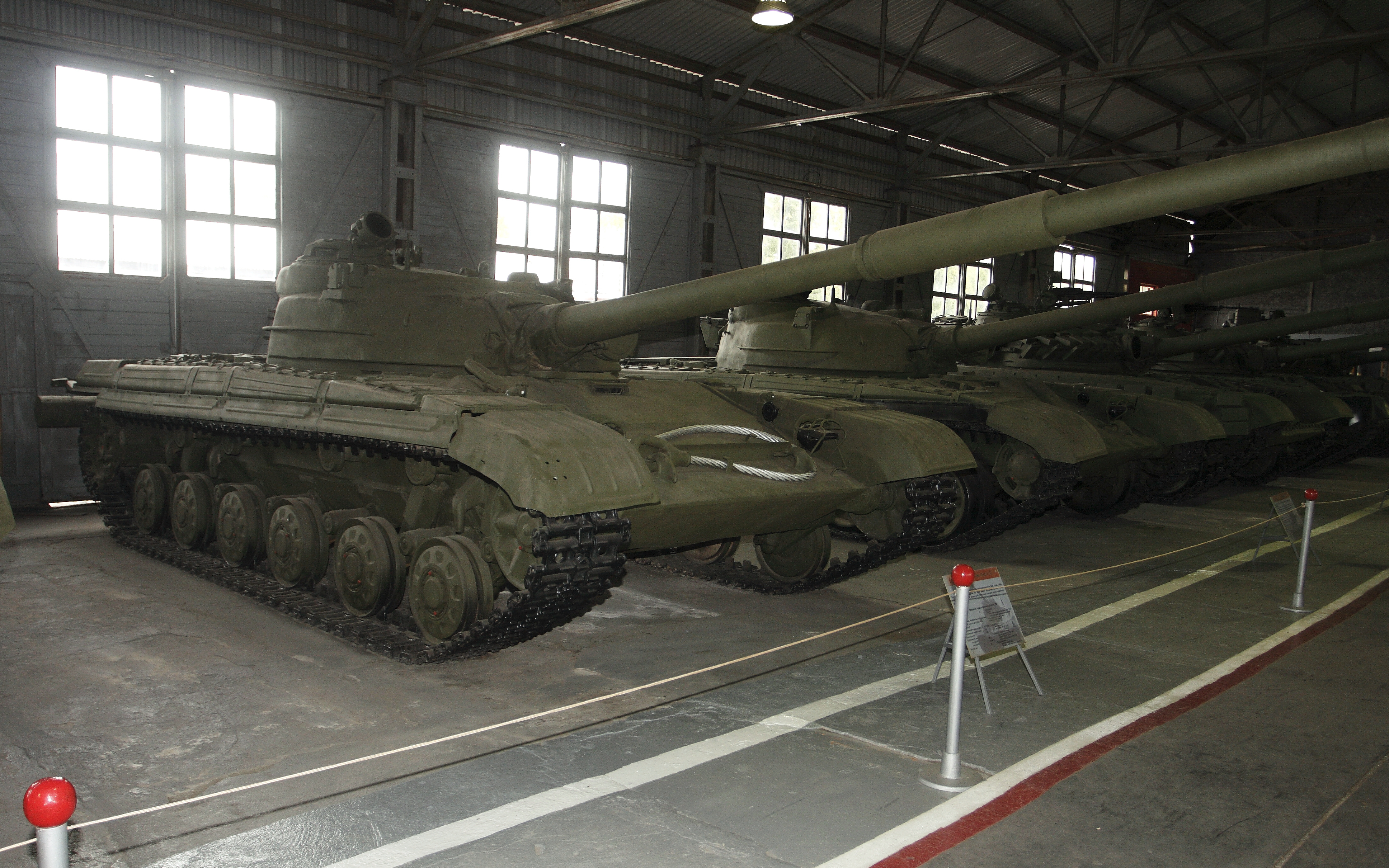
O Obiekt 172, montado no chassi de um T-64, visto no Museu de Blindados de Kubinka.

Em 1967, a fábrica da Uralvagonzavod formou a "Seção 520", que deveria se preparar para a produção em série do T-64 para 1970. Devido à construção demorada dos motores 5TDF, que levava cerca de duas vezes mais tempo que o contemporâneo V-45, a Fábrica de Malyshev em Kharkiv não poderia fornecer um número suficiente de motores 5TDF para todas as fábricas de tanques soviéticas. A Comissão Militar-Industrial (VPK) autorizou o trabalho em dois motores alternativos para o T-64, um chamado "modelo de mobilização" que poderia ser produzido mais rapidamente e pela metade do custo. O Obiekt 219 (que ficaria conhecido como T-80, com uma turbina a gás GTD-1000T) foi desenhado em Leningrado. O Obiekt 439 tinha um motor a diesel V-45 desenhado pela Uralvagon KB em Uralvagonzavod na região de Nizhny Tagil.
Kartsev estava insatisfeito com as inovações do T-64 e, em vez disso, iniciou um projeto mais abrangente para redesenhar o tanque. Ele fundiu o que acreditava ser os melhores aspectos do T-64A, o Obiekt 167 e um T-62 melhorado. Durante o desenvolvimento, o tanque recebeu o codinome "Urais". Uralvagonzavod produziu o primeiro protótipo com uma torre do T-62, o canhão D-81 de 125 mm e o motor V-45 em janeiro de 1968. O Obiekt 439 era bem diferente do T-64 e foi redesignado como "Obiekt 172".
Por fim, foi utilizada uma ideia de 1960, quando se discutia uma modificação do T-62: em 1961, dois protótipos do "Obiekt 167" foram construídos na fábrica de Uralvagonzavod para testar uma combinação mais forte de casco e marcha corrida para esse tanque. Sob influência de Kharkiv, a ideia foi rejeitada por Moscou. Mas essa construção, com suas grandes rodas revestidas de borracha, agora formava a base para o modelo de mobilização do T-64.
Alterações adicionais foram feitas no sistema de recarregamento automático, que também foi retirado de um projeto anterior, originalmente destinado a uma atualização do T-62. A munição de 125 mm, consistindo em um projétil separado e uma carga de propelente, agora era armazenada horizontalmente em dois níveis, não verticalmente em um nível como no T-64. Dizia-se que era mais confiável do que o auto-carregador do T-64. Em 1964, dois canhões de 125-mm do Tipo D-81 foram usados para avaliar a sua instalação no T-62, então a fábrica dos Urais estava pronta para adotar o calibre 125 mm para o T-64A também.
A equipe de Venediktov mais tarde substituiu a suspensão que era usada no T-64 com a suspensão do Obiekt 167. O tanque foi testado em Kubinka em 1968 e na Ásia Central em 1969. Após testes comparativos intensivos com o T-64A, o Obiekt 172 foi reprojetado em 1970 para lidar com alguns problemas técnicos menores. Outros testes ocorreram em Transbaikal em 1971.

### Atualização para o T-72

A tripulação do T-72: 1-motorista; 2-comandante; 3-artilheiro; 4-sistema de autocarregamento.

Sendo apenas um modelo de mobilização, a produção em série do Obiekt 172 não era possível em tempos de paz. No entanto, em 1971, até mesmo Ustinov estava ficando cansado de problemas com o T-64. Em um processo político pouco claro, o decreto nº 326-113 foi publicado, que permitiu a produção do Obiekt 172 na União Soviética a partir de 1 de janeiro de 1972 e liberou a fábrica de Uralvagonzavod de produzir o T-64A, efetivamente encerrando este projeto.
A primeira linha de construção foi estabelecida em 1972 em Nizhni Tagil. Os primeiros modelos foram testados pelo exército soviético logo em seguida. Um lote experimental final foi construído como "Obiekt 172M" e testado em 1973 e aceito em serviço como o "T-72" em 1974.
A Uralvagon KB continuou a iterar no T-72 em uma série de melhorias de bloco. O Obiekt 174 introduziu uma blindagem de torre laminada de cerâmica/aço. O telêmetro de coincidência foi substituído por um a laser. O Obiekt 174 foi designado como o T-74A quando entrou em produção em 1978. A blindagem da torre foi vastamente melhorada na versão Obiekt 174M. Um motor V-84 mais potente foi introduzido para compensar o aumento de peso. O Obiekt 174M entrou em serviço em 1985 como o T-72B.
Sabe-se que pelo menos alguma documentação técnica a respeito do T-72 foi passada para a CIA pelo coronel polonês Ryszard Kukliński entre 1971 e 1982.

## Descrição

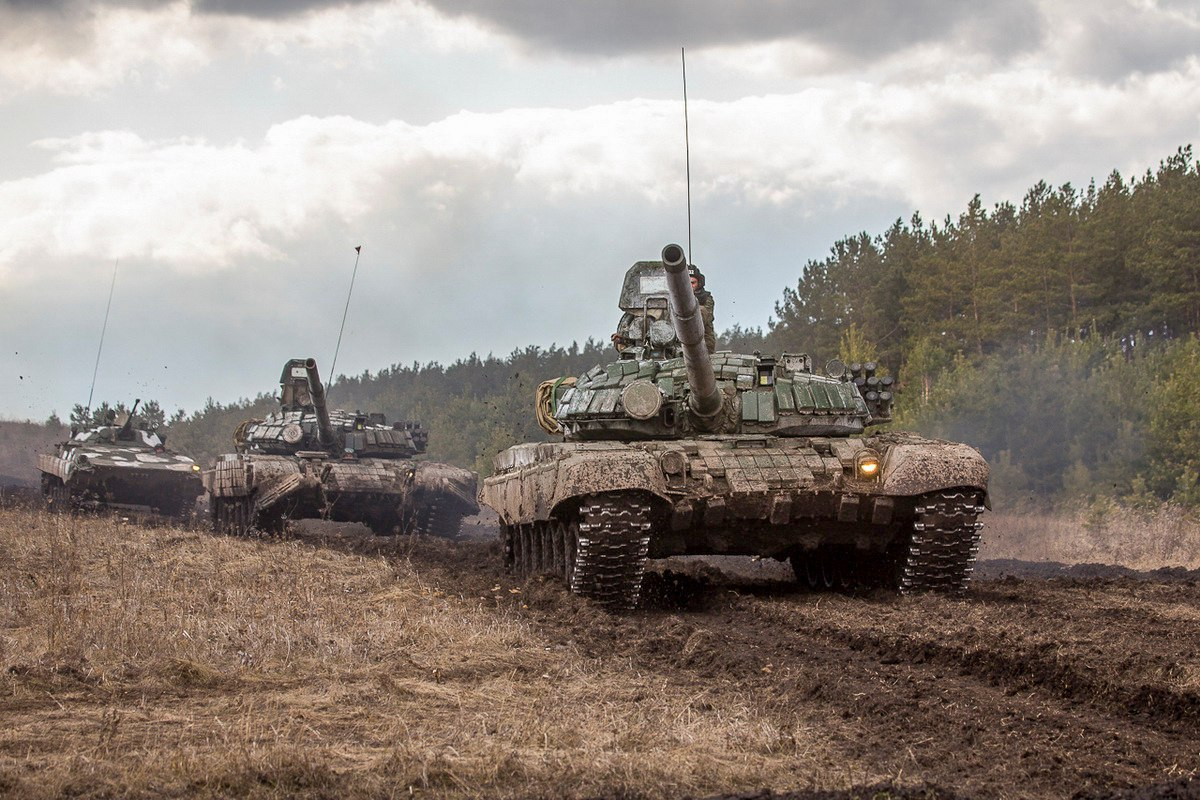
Tanques russos T-72B no campo de treinamento de Chebarkul, em 2017.

Quando no inicio dos anos 80 a fábrica Morozov que tinha sido preterida pela fabrica dos Urais (UKV) no fabrica do T-72, lança o tanque T-80, montado nos Urais, introduz vários desenvolvimentos no T-72.
Aparentemente, os próprios projetistas russos tinham-se apercebido de que embora tivessem tido sucesso na criação de um modelo de tanque mais barato e adequado à produção em massa, tinham também produzido um tanque que era inferior em termos de blindagem. É por essa razão que os engenheiros se lançam numa corrida com o objetivo de transformar o T-72 num tanque capaz de competir com o T-80, pelo menos no que respeita à blindagem. O novo tanque com as novas alterações passa a ser conhecido como T-72M, ou T-72M2 (para a versão que além do reforço da blindagem também tem blindagem reativa). Com a nova blindagem, o T-72M ficou cerca de três toneladas mais pesado, o que levou à necessidade de substituir o grupo motriz por uma versão mais potente do motor V84 (esta versão é conhecida como T-72S).
As restantes mudanças foram menores, como a alteração da posição dos lançadores fumígenos, cuja posição foi passada para a parte posterior da torre, como resultado do grande aumento da blindagem frontal desta, que levou a que o T-72M2 recebesse o codinome não oficial de Super Dolly Parton no Ocidente. Esta protuberância blindada da torre do T-72M transformou-a na torre mais protegida de todos os tanques russos, incluindo o T-80.
Na Rússia muitos T-72M, foram equipados com o sistema de defesa anti-míssil Shtora e com blindagem reativa adicional. Estes veículos são conhecidos como T-72S e T-72BM.
Os estudos e projetos da União Soviética que resultaram no fabrico do T-64 (um tanque com uma suspensão completamente diferente da dos seus antecessores e que embora considerado superior era demasiado caro e complexo) levaram ao modelo T-72, que surgiu em 1971.
O T-72 foi assim um concorrente do modelo T-64, no que foi uma competição entre os gabinetes de projectos ligados ao complexo da fábrica Morozov de Karkhov na Ucrânia, responsável pelo sofisticado T-64 e os seus equivalentes na fábrica de Nizhni-Tagil (UVZ - Ural Vagon Zavod) para lá dos montes Urais, responsável pelo T-64 modificado e barateado, que viria a resultar no T-72.

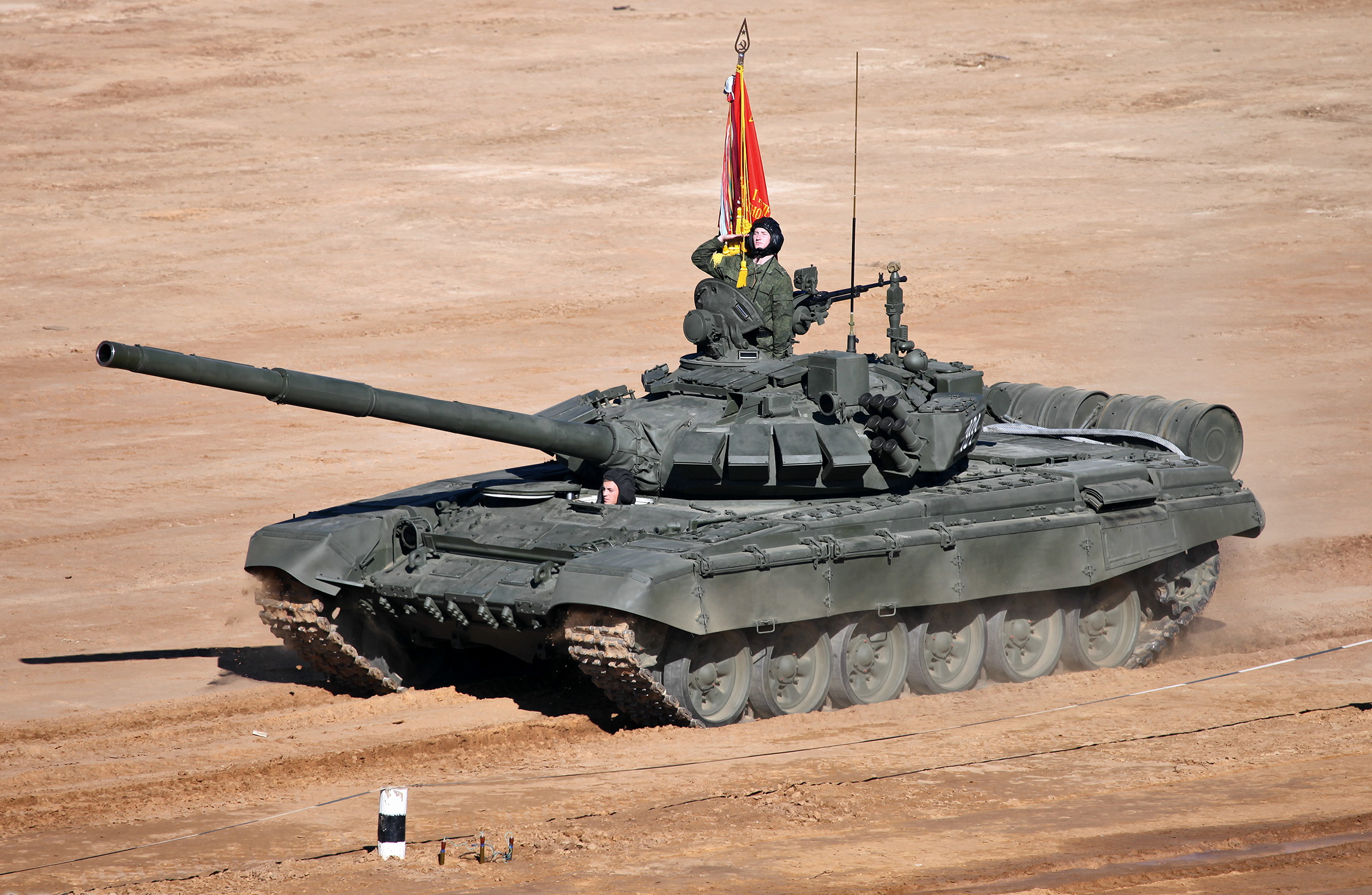
Um T-72B.

Enquanto os projetistas da região ocidental da URSS (Em Kharkov na Ucrânia e em Moscou) estavam atarefados em desenhar tanques mais modernos, com proteções e blindagens especiais, a fábrica UVZ, tinha apenas autorização para trabalhar em modernizações da linha T-54/T-55/T-62.
Mas quando as autoridades soviéticas concluíram que o T-64 se tinha transformado num tanque demasiado complicado, caro e com demasiadas avarias mecânicas, foi dada a possibilidade à fábrica da Sibéria de utilizar os estudos de modernização do mais antigo T-62 e aplica-los no T-64, com o objectivo de reduzir os custos de produção e conseguir um tanque mais barato que pudesse mais facilmente substituir o T-62.
Os projetistas da Sibéria estavam limitados ao desenho básico do tanque e por isto o T-72, é muito parecido com o T-64, sendo as diferenças mais visíveis ao nível do sistema de suspensão. O T-72 representa por isso uma volta a um sistema de suspensão convencional com seis grandes rodas, em vez do sistema utilizado no T-64 (com seis rodas pequenas), embora incorporando muitas das novas características do T-64, entre as quais se encontrava uma nova torre com um carregador automático, um novo motor e um canhão de 125 mm. Pode-se  dizer que o T-72 é o resultado da mistura entre as características mais sofisticadas do T-64, com a plataforma mais antiga mas provada do T-55/T-62.

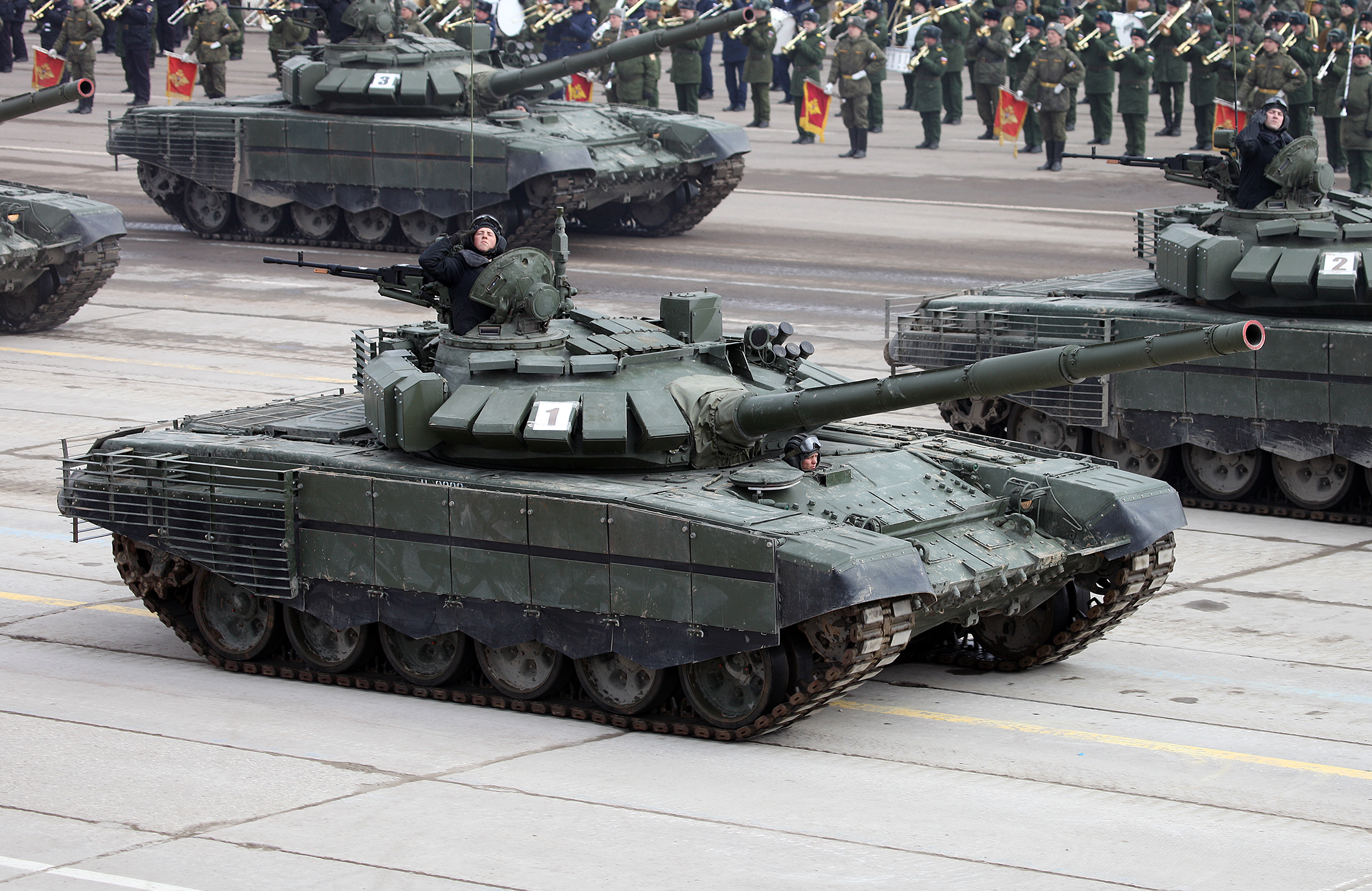
Tanques T-72B3 russos com blindagem reforçada.

O T-72 foi construído para ser o tanque padrão dos países do Pacto de Varsóvia, tendo sido desenvolvidos esforços para que fosse fabricado em outros países do pacto, tais como a Polônia e a Checoslováquia.
Quando apareceu o seu antecessor (T-64) ele apressou o movimento de modernização dos tanques europeus e americanos (Leopard 1 e M60) que estavam em operação na Europa para poder responder ao novo canhão de 125 mm, ao sistema de pontaria com telêmetro a laser e sistema de visão noturna, além da blindagem com algumas modificações. O que não foi entendido na altura e só saltou "literalmente" à vista mais tarde foi a debilidade da blindagem da torre do T-72, a sua falta de proteção e a facilidade com que as munições explodiam no interior fazendo saltar a torre. O T-72 era menos blindado e menos protegido que o T-64. Estas deficiências foram notadas especialmente na Guerra do Golfo em 1991, quando estes tanques se defrontaram com os, à época, novíssimos M1 Abrams.
O tanque T-72M1 é uma das muitas adaptações do tanque T-72A dos anos 70. Como o T-72A não tinha o reforço frontal da torre, em alguns casos foi-lhe acrescentada uma proteção adicional em cunha na parte frontal da torre, a qual pode receber blindagem reativa.
O T-72A, é uma ligeira modernização do T-72 original do inicio dos anos 70 armado com um telêmetro laser. Outras versões do T-72A foram desenvolvidas como forma mais econômica de melhorar a deficiente protecção do T-72, tais como o T-72M2, uma versão do T-72 original, com blindagem a torre reforçada e com a adição de blindagem reativa.
Após 1985, todos os novos T-72 vinham com blindagem reativa como padrão, o poderoso motor de V-84 de 840 bhp (630 kW) e um canhão melhorado, que pode disparar mísseis antitanque guiados do cano. Com esses desenvolvimentos, o T-72 acabou se tornando quase tão poderoso quanto o mais caro T-80, mas poucas dessas variantes tardias alcançaram os economicamente enfermos aliados e clientes estrangeiros do Pacto de Varsóvia antes que o bloco soviético desmoronasse em 1990.

Um T-72M4CZ tcheco disparando seu canhão 2A46M de 125 mm.

Desde 2000, veículos de exportação foram oferecidos com equipamentos de imagem térmica de visão noturna de fabricação francesa também (embora seja mais provável que eles simplesmente usem o sistema Buran-Catherine fabricado localmente, que incorpora um termovisor francês) e munição perfurante de urânio empobrecido para o canhão de 125 mm fabricado na Rússia na forma do projétil BM-32 desde 1978, embora nunca tenha sido implantado e é menos penetrante do que o posterior BM-42, de tungstênio, e o novo BM-42M.
Em 2010, a Rússia iniciou uma atualização usando os enormes estoques de T-72B mantidos em reserva. O tanque reconstruído foi chamado de T72B3 (Ob'yekt 184-M3).
Em 2018, o 3º Instituto Central de Pesquisa em Moscou testou uma demonstração de prova de conceito para a mobilidade de tanques robóticos e planejava desenvolvê-la ainda mais com base no T-72B3 e outras plataformas.
Em 2022, de acordo com fontes de inteligência ocidentais, o programa de modernização russa de sua imensa frota de T-72 foi atrasado por causa da guerra na Ucrânia, enquanto a produção dos mais modernos T-90 e T-14 Armata foi quase que completamente interrompida por causa das sanções internacionais que afetaram a indústria bélica russa. Contudo, mais tanques T-72 e T-90 foram encomendados em 2022.
A maneira como as munições não utilizadas são armazenadas no sistema de carregamento automático do T-72 foi exposta como uma falha, pois os observadores notaram que os golpes penetrantes podem facilmente desencadear uma reação em cadeia que detona toda a munição. O resultado é que a torre é explodida, resultando em um chamado efeito "jack-in-the-box". Esta vulnerabilidade foi observada pela primeira vez durante a Guerra do Golfo e posteriormente na Invasão da Ucrânia pela Rússia em 2022.

## Principais utilizadores
Rússia
- Designação Local: T-72B

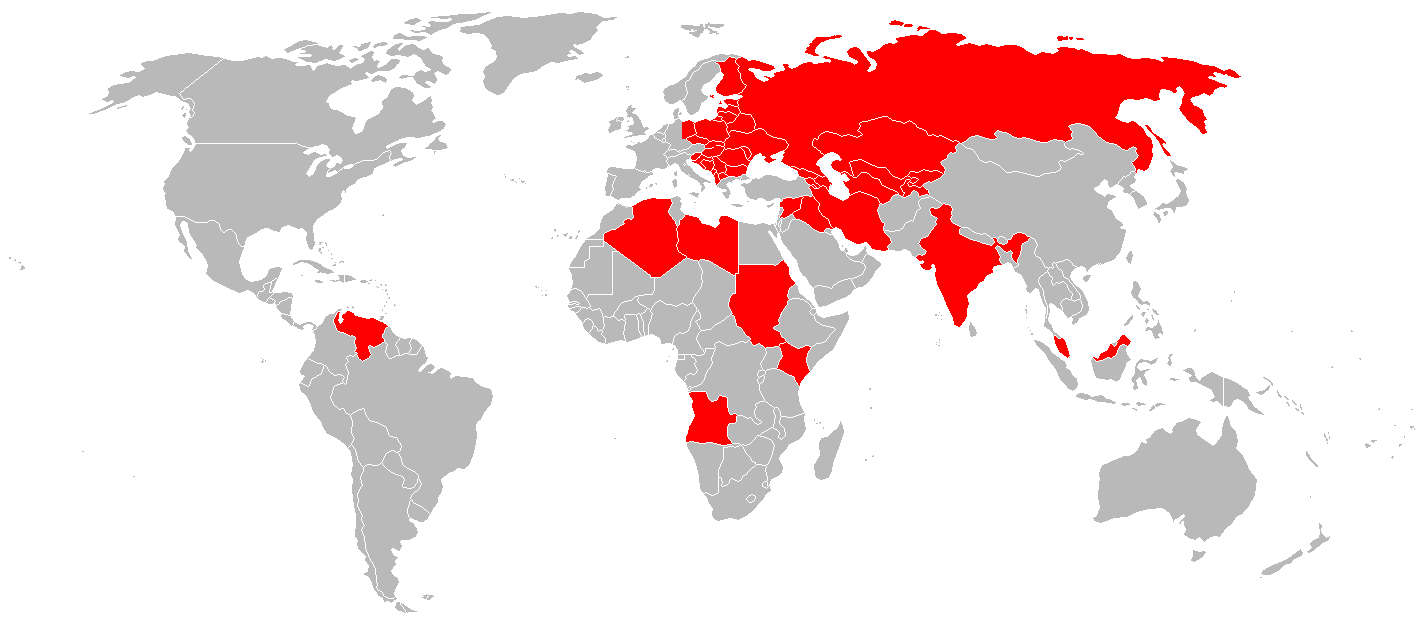
Operadores no Mundo do T-72.

- Quantidade Máxima: 850 T-72B3, 550 T-72B3M e 630 T-72B estavam em operação em 2022.[32] Cerca de 270 T-72B3 foram recebidos em 2013.[33] Adicionalmente, 143 T-72B3 foram entregues em outubro de 2014.[34]
- Situação operacional: Em serviço

Do total de veículos T-72 herdados pela Rússia, estão oficialmente ao serviço cerca de 9 700 unidades (a maioria em estoque). Trata-se no entanto de veículos pouco modernizados, onde apenas uma pequena parte foi submetida a algum tipo de modernização. Os veículos estão ao serviço em várias unidades, mesmo de primeira linha. Os T-72B têm sido modernizados a um ritmo lento.
As modernizações destes tanques permitiram elevar o padrão de blindagem para o equivalente ao T-90S, o que é visto como uma solução econômica. O exército russo estava mais interessado nos veículos como o T-90S e o T-90M novos, porque os veículos base T-72B que estavam no serviço ativo já estavam demasiado antigos (a maioria tem entre 15 a 20 anos) ao ponto de que não seria rentável efetuar mais modernizações.
Até o meados de agosto de 2024, o site Oryx (que utiliza apenas evidências visuais) confirmou que a Rússia perdeu cerca de 1 535 tanques T-72 (entre destruídos, danificados seriamente, abandonados ou capturados pelos ucranianos) de diversas variantes, na guerra contra a Ucrânia.
  Síria
- Designação Local: T-72M
- Quantidade Máxima: 1 600
- Situação operacional: Em serviço

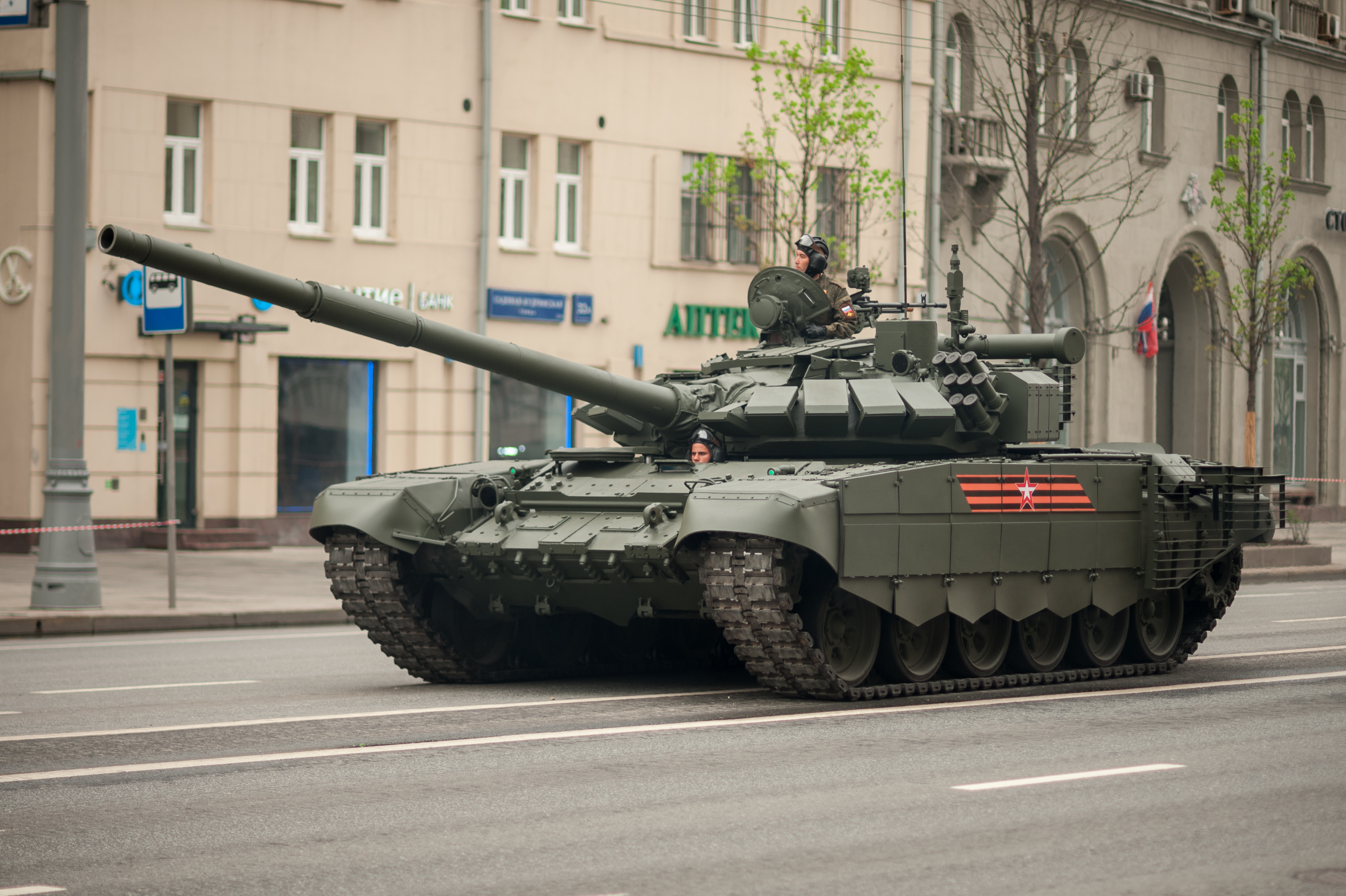
Um T-72B3, uma versão modernizada a serviço do exército russo.

O T-72 foi o carro de combate mais numeroso em serviço no exército sírio da Síria Baathista. Calcula-se que uma parte da frota seja constituída por carros T-72A que ainda não foram convertidos para o novo padrão T-72M.
Os sírios receberam os seguinte T-72: 194 unidades em 1977-1979, recebidos da Checoslováquia; 58 unidades em 1993, recebidos da Eslováquia; 1 250 unidades recebidas ao longo dos anos 80 da União Soviética. Após a queda do regime, muitos T-72 caíram em mãos da oposição.
 Iraque
- Designação Local: T-72M
- Quantidade Máxima: 1 000 T-72 Ural (1973), T-72 Ural (modernizados), T-72M e T-72M1 até 1990.
- Situação operacional: Em serviço

Na época de Saddam Hussein, entre 500 e 700 veículos da variante Asad Bābil ("Leão de Bagdá") foram construídos, mas já eram considerados ultrapassados no começo da década de 1990. Apenas 125 T-72M1 e alguns T-72S estavam em serviço em 2009 com o novo exército iraquiano.
Alguns T-72 foram modernizados recentemente com kits Rakhsh, vindos do Irã.
 Irão
- Designação Local: T-72S

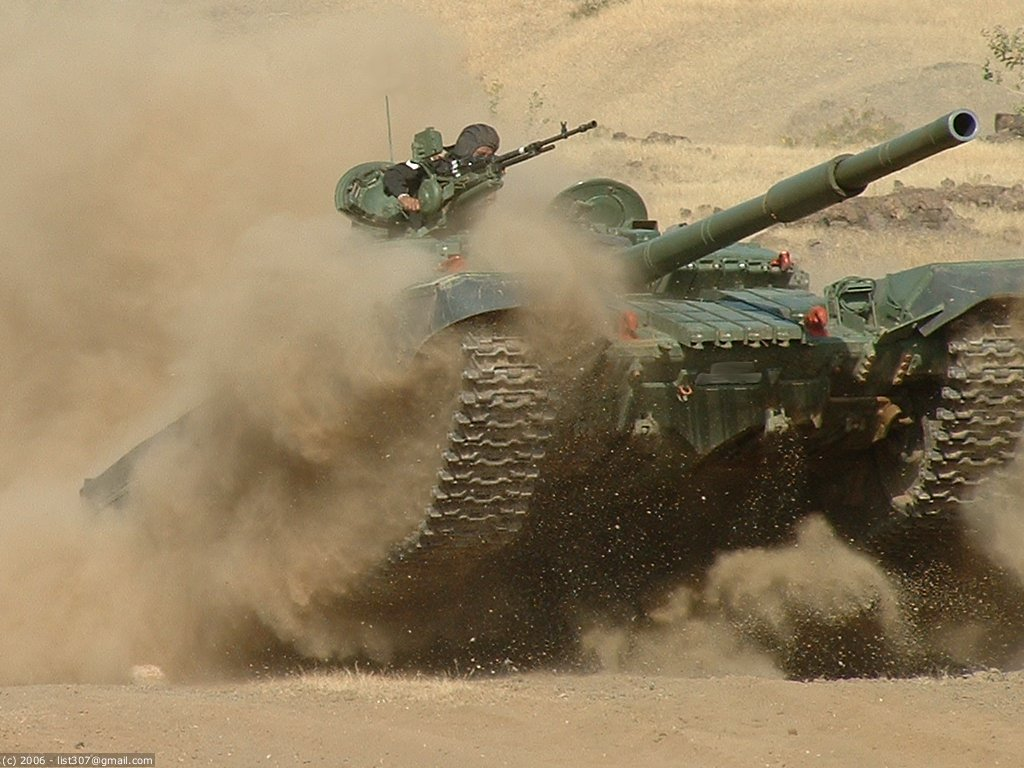
Um T-72 Ajeya da Índia.

- Quantidade Máxima: 480 - Quantidade em serviço: 422
- Situação operacional: Em serviço

O Irã recebeu inicialmente cerca de duas centenas de tanques T-72 modificados da Polónia e da Rússia entre 1993 e 1995, posteriormente recebeu mais unidades do tanque e vem vindo a efetuar desenvolvimentos de sistemas próprios. O Irã fabrica localmente sob licença uma versão do canhão 2A46M de 125mm e efetuou algumas alterações aos tanques T-72S em serviço no país.
Alegadamente existe um sistema de controle de tiro equipado com um telêmetro a laser, o qual tanto pode ser utilizado nos T-72S como em outros veículos do tipo T-72 ou do tipo T-55. A partir da década de 2010, o país tem modernizado seus veículos com kits Rakhsh.
 Argélia
- Designação Local: T-72B
- Quantidade Máxima: 300 - Quantidade em serviço: 300
- Situação operacional: Em serviço

A Argélia fez um contrato com a Rússia em 2006 para a modernização de cerca de três centenas de carros de combate T-72 argelinos, que foram convertidos para o padrão T-72B.
 Venezuela
- Designação Local: T-72B1V

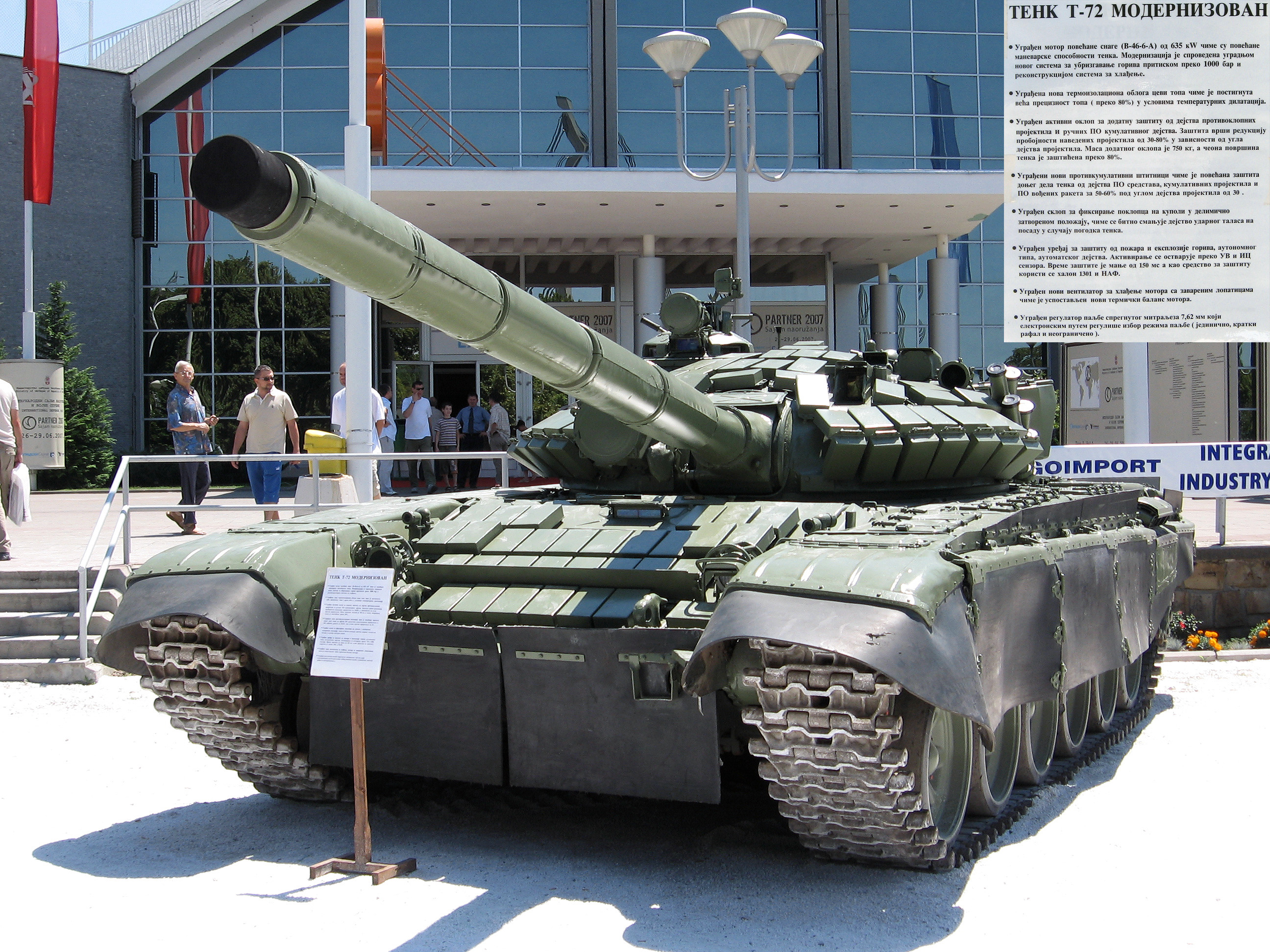
Um T-72 sérvio com blindagem reativa.

- Quantidade Máxima: 192 - Quantidade em serviço: 92
- Situação operacional: Em serviço

A Venezuela comprou da Rússia cerca de 92 T-72B1V que foram entregues entre 2009 e 2012. Em Junho de 2012, encomendou mais 100.
 Polónia
- Designação Local: T-72A / M1
- Quantidade Máxima: 1.200 - Quantidade em serviço: 586
- Situação operacional: Em serviço

Os carros de combate T-72 polacos constituem ainda o maior contingente de carros de combate em serviço no país. Trata-se de carros T-72A modernizados com blindagem reativa, que também foi utilizada para a versão polonesa do T-72, o PT-91.
 Ucrânia
- Designação Local: T-72A

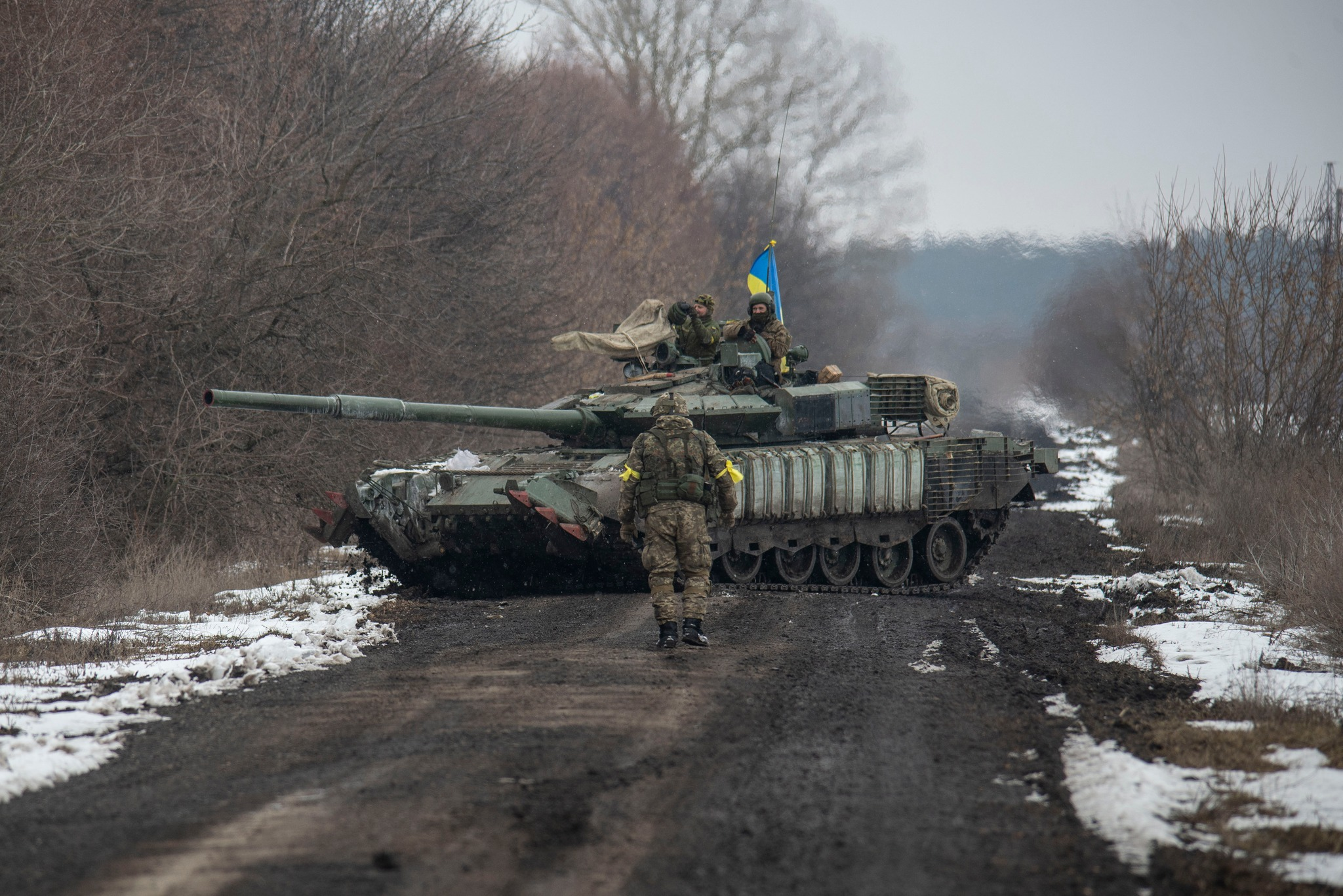
Um T-72B3 ucraniano da brigada Kholodnyi Yar em março de 2022.

- Quantidade Máxima: 603 (incluindo em estoques; alguns em mãos das Forças separatistas de Donbas)
- Situação operacional: Em serviço

O T-72 era o segundo veículo mais numeroso entre as forças blindadas da Ucrânia, representando cerca de 30% do total. A Ucrânia no entanto, não parece dar grande preferência a este veículo, uma vez que grande parte dos seus sistemas e peças são de origem russa. Segundo um especialista militar russo, durante a Invasão da Ucrânia pela Rússia em 2022, era notável que os tanques ucranianos mais antigos, em particular o T-72, eram superiores aos tanques russos, pois as falhas dos tanques ucranianos foram corrigidas por equipamentos ocidentais.
Segundo o site Oryx, até agosto de 2024, a Ucrânia perdeu cerca de 242 veículos T-72 na guerra contra a Rússia (entre destruídos, danificados gravemente ou abandonados).

## Outras versões

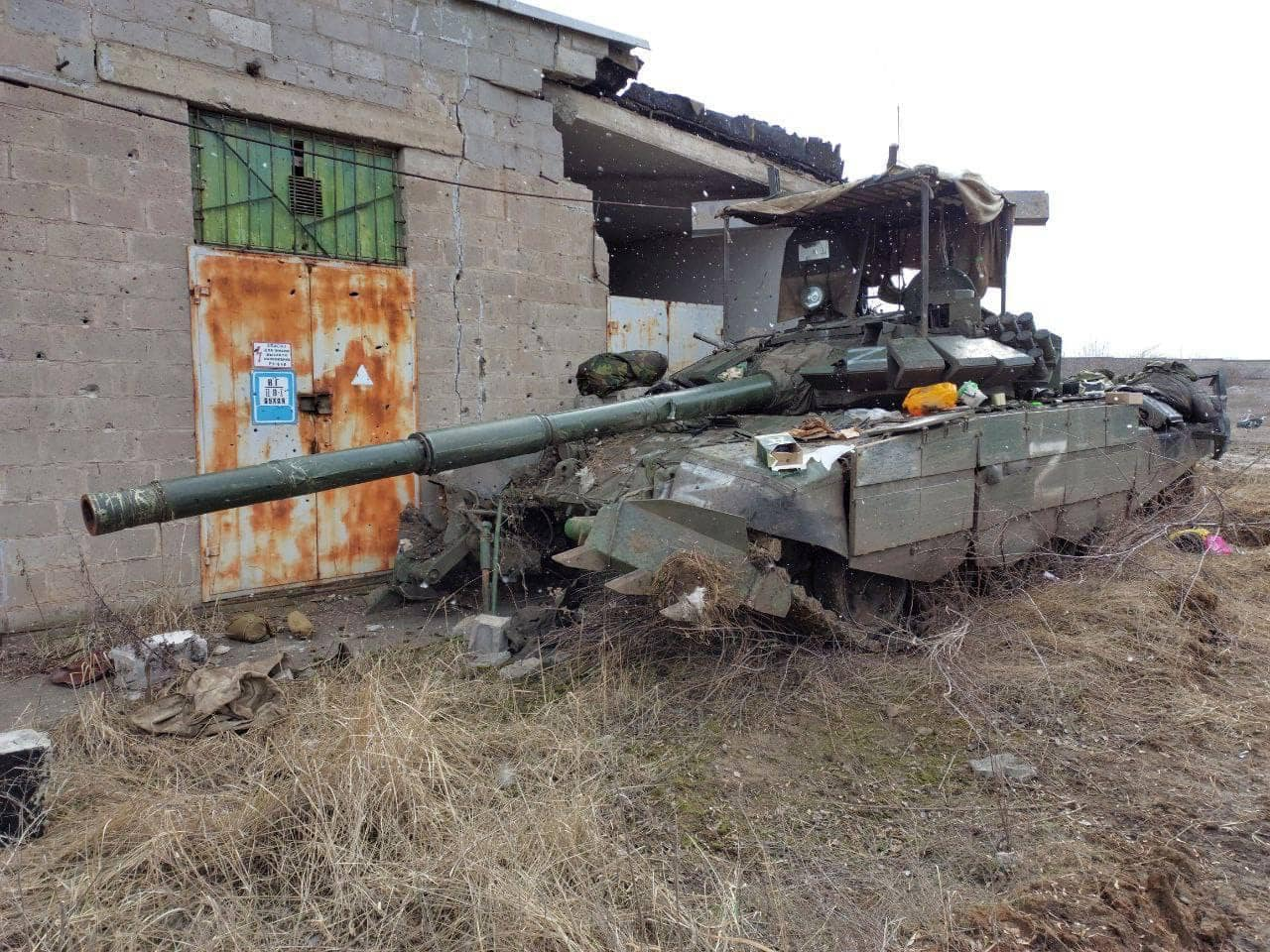
Um T-72B3 russo destruído em Mariupol durante a Invasão da Ucrânia pela Rússia em 2022.

- T-72 – Veículo original, derivado do T-64A
- T-72M – Versão do T-72 original com blindagem cerâmica mais resistente.
- T-72A – Versão do T-72 com electrónica mais aperfeiçoada e com telêmetro Laser.
- T-72M1 – Também conhecido como «Dolly Parton» caracteriza-se pela torre com protuberâncias frontais, destinadas a dar maior proteção. Esta versão, deu origem ao T-72M2 conhecido como Super Dolly Parton, que se caracteriza por em cima do reforço adicional, ter recebido blindagem reativa.
- T-72B – Idêntico ao T-72A, mas com um novo sistema de carregamento automático da arma principal, que permite maior cadência de fogo.
- T-72BM – Versão do T-72B, com os novos sistemas de tiro, novo carregador automático e com blindagem reativa adicional.
- T-72S – Uma soma de características dos veículos anteriores, com blindagem reativa frontal
- T-72 Ajeya – Versão vendida há Índia.
- T-72B3 – Esta atualização foi iniciada em 2010 usando os enormes estoques de T-72B russos mantidos em reserva. Eles foram reconstruídos com novas tecnologias, incluindo mira de artilheiro multicanal Sosna-U, novo rádio VHF digital, carregador automático aprimorado, canhão 2A46M-5 para acomodar novas munições. Mantém o motor V-84-1 840 hp (630 kW) mais antigo e a blindagem reativa explosiva Kontakt-5 e não possui navegação por satélite.[42]
- T-72B3M – Atualização para T-72B3, com blindagem reativa explosiva Relikt nas laterais, saias laterais com blindagem reativa de contêiner macio e telas de ripas, canhão 2A46M-5 capaz de disparar míssil guiado 9M119M Refleks, motor V-92S2F 1.130 hp (840 kW), transmissão automática, display digital e vídeo retrovisor.[43][44][45]